# 少儿体

少儿体（方正）

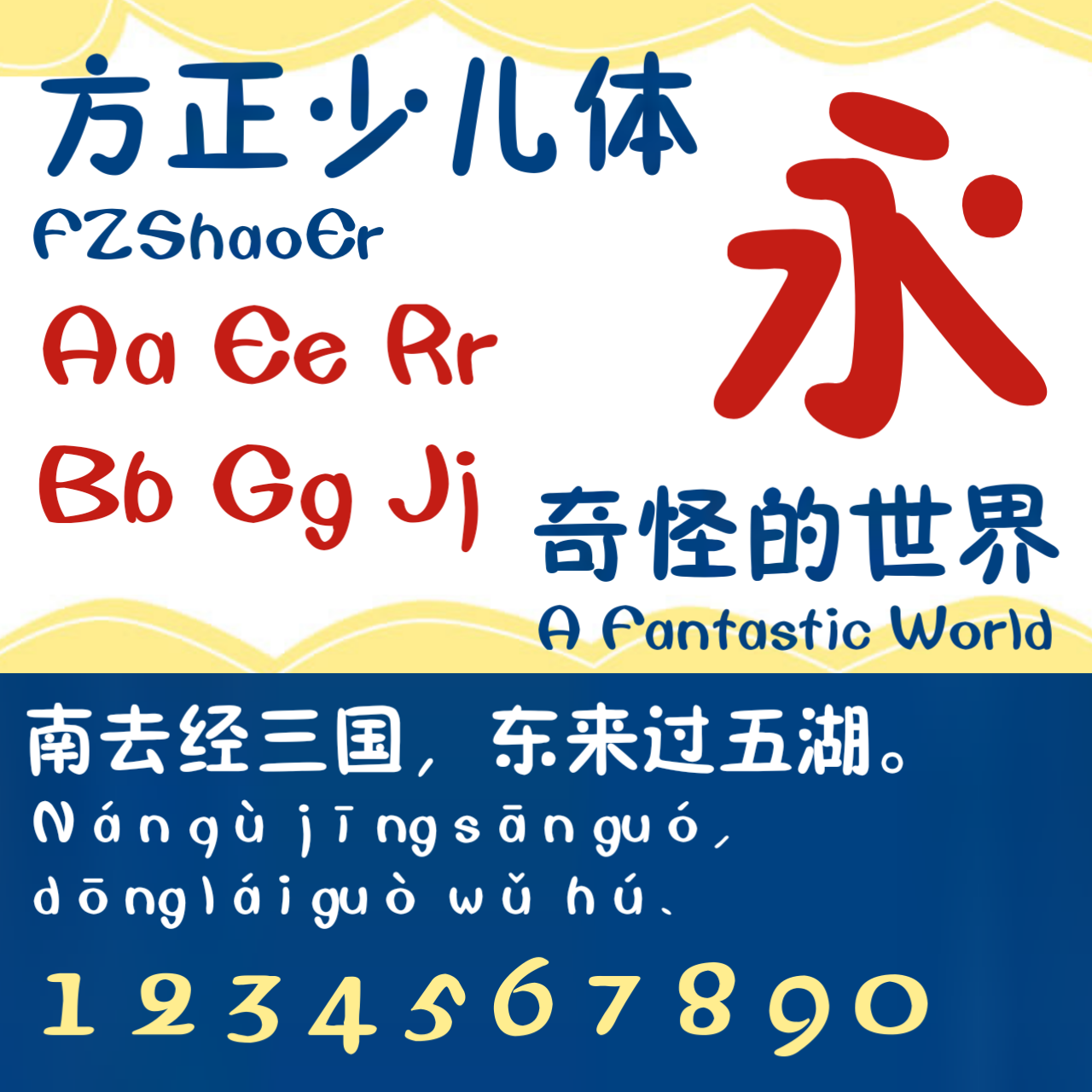
少儿体样本

少兒體是北京方正集團於1999年開發的創意美術字體。因其風格刻意模倣少兒寫字的特點而得名。其特點是變形和誇張明顯，筆畫粗細的對比大，同時又不失端正的字型架構。
現在少兒體已應用於少兒讀物、兒童宣傳品及廣告制作等領域。